# Petyr Bogdan

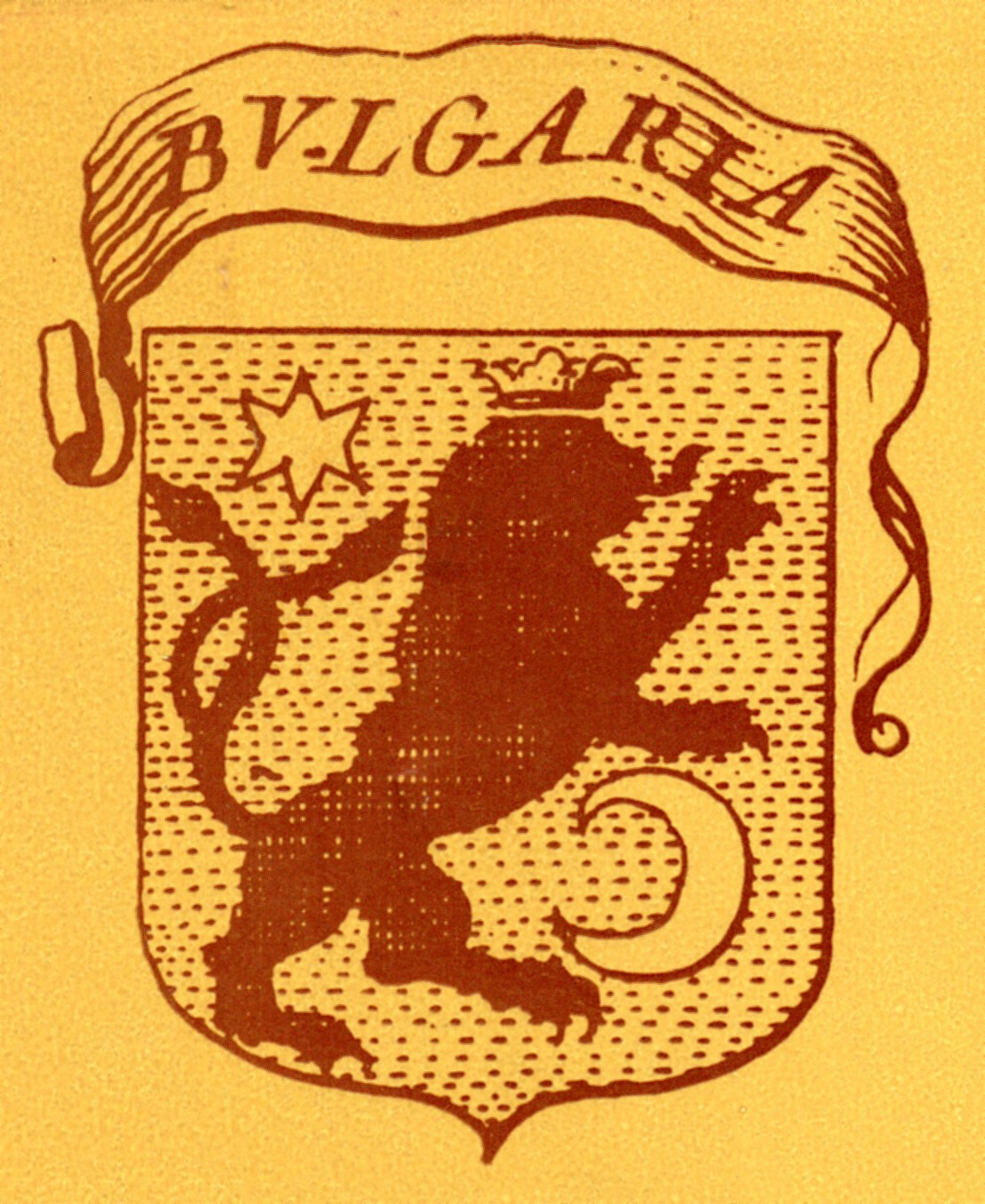
Herb Bułgarii według Petyra Bogdana Bakszewa

Petyr Bogdan Bakszew (bułg. Петър Богдан Бакшев) – bułgarski arcybiskup i uczony. Autor dzieła „Historia Bułgarii”. Jeden z inicjatorów powstania w Cziprowci.

## Życiorys
Urodził się w 1601 roku w Cziprowci. W latach 1620–1623 studiował w klasztorze Św. Franciszka w Ankonie a w latach 1623–1630 studiował prawo na Uniwersytecie w Rzymie. W 1640 roku opracował raport dla papieża o stanie ziem bułgarskich. W 1643 roku został mianowany przez papieża Urbana VIII na arcybiskupa Sofii i objął stanowisko głowy bułgarskich katolików. Mniej więcej w połowie XVII wieku wśród cziprowskiej arystokracji stopniowo formułowała się idea wiary katolickiej, która miała być stosowana dla bułgarskiej idei narodowej, licząc na uprawdopodobnienie przez katolicki zachód i przekształcenie w krajową instytucję, na której byłoby oparte nowo powstające państwo bułgarskie. Wraz z bp Petyrem Parczewiczem i Franczeskiem Sojmirowiczem, Bakszew odwiedził wielu władców krajów Europy Środkowej, aby zachęcać ich do koalicji przeciwko Turkom i podjąć najazd przeciwko Imperium Osmańskiemu, co miało doprowadzić do wyzwolenia Bułgarii. Napisał w języku łacińskim pierwszy historiograficzny utwór o historii Bułgarii. Zmarł w pierwszych dniach września 1674 r. Został pochowany w ołtarzu, w zbudowanej i konsekrowanej przez niego cerkwi Św. Marii w Cziprowci.